# 1760-е годы
1760-е (ты́сяча семьсо́т шестидеся́тые) го́ды по григорианскому календарю — промежуток времени с 1 января 1760 года по 31 декабря 1769 года, включающий 1760 год 6-го десятилетия   и с 1761 по 1769 годы    7-го десятилетия XVIII века 2-го тысячелетия.  Они закончились 256 лет назад.

## Важнейшие события
- Семилетняя война (1756—1763)[1][2][3]. Франко-индейская война (1754—1763)[4]. Парижский мирный договор (1763), Новая Франция перешла под контроль Англии и (частично) Испании.
- Сиамо-бирманские войны (1759—1760[англ.]; 1765—1767[англ.]). Королевство Тхонбури (1768—1782).
- В Индии Битва при Панипате[5] (1761; Карнатикские войны), Первая англо-майсурская война (1767—1769), голод в Бенгалии (1769—1773).
- Изгнание иезуитов из Франции (1764), Испании и её колоний (1767).
- Русско-турецкая война (1768—1774).

### В России
- Эпоха дворцовых переворотов
  - Пётр III (1761—1762). Чудо Бранденбургского дома.
  - Екатерина II (1762—1796). Дворцовый переворот 1762 года.
  - Попытка освобождения Ивана VI (1764; Мирович).
- Массовое переселение немецких колонистов в Россию (1763—1766).
- 1764 — секуляризация земель, принадлежавших православной церкви
- Закон 1765 года, ужесточивший крепостное право.
- Уложенная комиссия (1767).
- 1768 — создана сеть городских школ, основанных на классно-урочной системе.

## Культура
- Гоцци, Карло (1720—1806), писатель. «Любовь к трём апельсинам» (1760).
- Зимний дворец (1762).
- Жан-Жак Руссо (1712—1778) философ. «Общественный договор» (1762).
- Глюк, Кристоф Виллибальд (1714—1787), композитор. «Орфей и Эвридика» (1762).
- Цао Сюэцинь, писатель. «Сон в красном тереме» (1763).
- Каналетто (1697—1768). «Праздник обручения венецианского дожа с Адриатическим морем» (ок.1764).
- Беккариа, Чезаре (1738—1794). «О преступлениях и наказаниях» (1764).
- Дженовези, Антонио (1712—1769). «Уроки торговли, или гражданской экономики» (1765).
- Райт, Джозеф (1734—1797) художник. «Эксперимент с птицей в воздушном насосе» (1768).
- Гайдн, Йозеф (1732—1809) композитор. «Аптекарь» (1768)
- Промышленная революция.
  - Первый крупный канал в Англии (1761; Бриджуотерский канал).
  - Прядильная машина (1764).
  - Паровой двигатель (действующая модель — 1769, Джеймс Уатт).

## Родились
- Георг Адлерспарре, военный и политический деятель Швеции, один из инициаторов свержения короля Густава IV в 1809 году (ум. 1835)
- Луи Мишель Лепелетье де Сен-Фаржо (Louis-Michel Lepeletier, marquis de Saint-Fargeau), маркиз, президент Парижского парламента, политик эпохи Французской революции, председатель Учредительного собрания Франции в 1790 году, автор «Плана национального воспитания» (уб.1793)
- Лев XII, Папа Римский.
- Иван Иванович Дмитриев, русский поэт, баснописец, государственный деятель (ум. 1837).
- Анри Сен-Симон — французский утопический социалист, основатель сенсимонизма (ум.1825)
- Александр Теодор Виктор, граф де Ламет, французский политический и военный деятель, участник войны за независимость США и Великой французской революции, один ил лидеров фельянов (ум. 1829)
- Франсуа Ноэль (Гракх) Бабёф — французский коммунист-утопист, основатель бабувизма и организатор «Заговора равных» (ум.1797)

## Скончались
- Георг II, король Великобритании (род. 1683).